# 安田公義
安田公義（1911年2月15日—1983年7月26日），日本知名導演，以執導時代劇而聞名。

## 生平
1911年2月15日出生於東京，1930年代加入日活京都攝影所，並且拜山中貞雄為師，曾幫助過丸根賛太郎、衣笠十四三、稻垣浩等人，第二次世界大戰時戰時統合將日活京都攝影所和大映京都攝影所合併，當時是1944年，同年正式成為導演，執導『お馬は七十七万石』。
戰後決定隸屬於大映電影公司，並經常執導時代劇，因而聞名。
1971年，大映破產，和勝新太郎合作，繼續進行盲劍客的製作。1983年7月26日去世。享年72歲。

## 電影作品（部分）
- お馬は七十七万石（1944年）
- 座頭市喧嘩旅（1963年）
- 眠狂四郎圓月斬（1964年）
- 座頭市大鬧官府（1964年）
- 眠狂四郎魔性劍（1965年）
- 新鞍馬天狗（1965年）
- 殺人者（1966年）
- 大魔神（1966年）
- 座頭市鐵火旅（1967年）
- 東京博徒（1967年）
- 惡名一代（1967年）
- 眠狂四郎人肌蜘蛛（1968年）
- 妖怪百物語（1968年）
- 座頭市戰帖（1968年）
- 賭徒一代之不動血祭（1969年）
- 女左膳 濡燕獨臂斬（1969年）
- 東海道驚魂（1969年）
- 人斬半次郎（1970年）
- 獨臂刀大戰盲劍客（1971年）
- 新座頭市之笠間的血祭（1973年）

## 外部連結
- 安田 公義 （页面存档备份，存于）（日語）